# Paul Iby

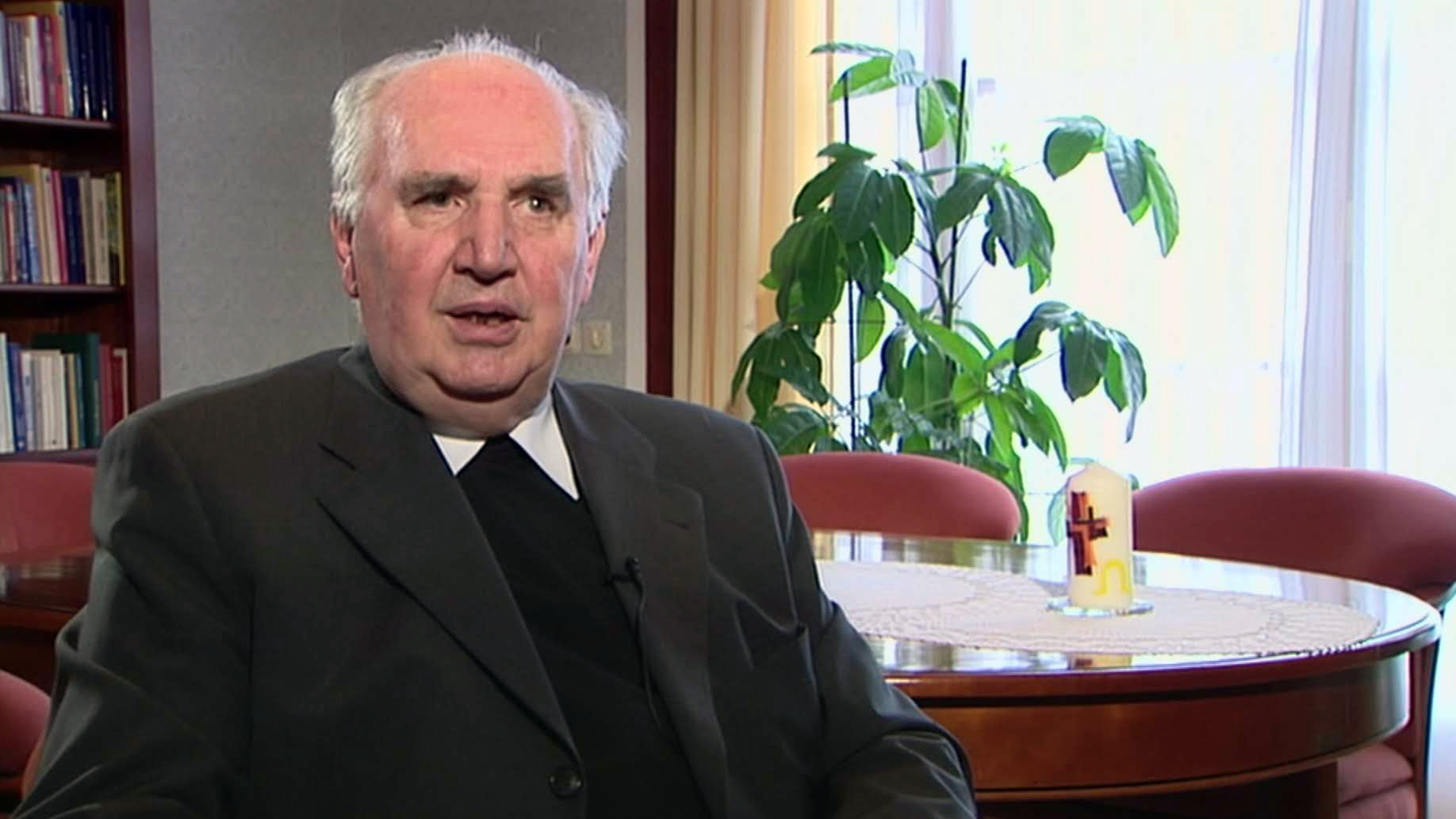
Paul Iby, obispo diocesano católico romano, en entrevista del 2010

Paul Iby (Raiding, Austria, 23 de enero de 1935) es un obispo emérito austríaco de Eisenstadt.

## Posiciones
"Si la obligación del celibato fuera revocada, sería un alivio para los sacerdotes", disse el obispo Iby en una entrevista al diario Die Presse. Agregó que al respecto "Roma es demasiado temerosa, y así no podremos seguir adelante".
Monseñor Iby sostuvo que personalmente sería completamente favorable a la ordenación de hombres casados, dejando a cada uno de ellos la opción de "vivir libremente el celibato o en familia".
En cuanto a la posibilidad de ordenar a mujeres sacerdotes, el obispo austríaco dijo que por el momento esto no está en discusión "dentro de nuestra Iglesia", pero agregó que "a mediano plazo habría que reflexionar al respecto".